# Anne Marie Ejrnæs
Anne Marie Ejrnæs (døbt Anne Marie Møllgård Hansen) (født 21. oktober 1946 i København) er en dansk skønlitterær forfatterinde og oversætter af børne- og ungdomslitteratur. Anne Marie Ejrnæs blev den 1. august 1965 gift med sin gymnasielærer i fransk Kresten Ejrnæs. Anne Marie Ejrnæs, der som datter af lærer Frode Møllgaard Hansen og lærerinde Astrid Grangaard Olesen opvoksede i et lærerhjem i en lille stationsby i Sydøstsjælland, blev student fra Køge Gymnasium i 1966 og sidenhen bosatte sig i Zambia fra 1971 til 1973. Efterfølgende blev hun i 1977 mag.art. i litteraturvidenskab fra Københavns Universitet på et speciale om imperialismeteori og afrikansk litteratur. Anne Marie Ejrnæs var ganske aktiv i Rødstrømpebevægelsen og hendes debut som forfatterinde i 1979 med romanen Karen og Sara er – i lighed med den efterfulgte roman Når du strammer garnet i 1981 – tidstypisk præget af 1970'ernes samfundsdiskussioner om kvindelig emancipation, alternative livsformer og politisk engagement. Sideløbende foretog Anne Marie Ejrnæs rejser i Malawi, Tanzania, Zaïre, Senegal og Marokko, hvilket i 1983 ledte videre til hendes udgivelse af den skønlitterære roman Ravnen, hvis emnefelt er kulturmødet og konfrontationen med det eksotiske afrikanske kontinent – set gennem synsvinklen af en ung kvinde, der søger sin forsvundne afrikanske mand. I sit efterfølgende forfatterskab har Anne Marie Ejrnæs udviklet en enestående form for impressionistisk stil med unik legemliggørelse i skildringen af følelser, oplevelser og relationer mellem mennesker. Som forfatterinde er det Anne Marie Ejrnæs' styrke at bemestre portrætkunsten og udforskningen af kvindepsyken under forskelligartede kulturhistoriske, antropologiske og geografiske omstændigheder.

## Uddannelse
- Studentereksamen fra Køge Gymnasium (1966)
- Mag.art. i litteraturvidenskab fra Københavns Universitet (1977)